# Большой Улень
Большой Улень — река западных отрогов Батенёвского кряжа, правый приток р. Улень (бассейн р. Белый Июс), длина — 32 км.
Протекает по территории городского округа «Город Сорск». Исток в виде небольшого озерка, расположен в урочище Шарлаки, в 10 км зап. ж.-д. ст. Сон. Устье — в 500 м восточнее с. Колтаров. При слиянии с р. Малый Улень образует р. Улень. Абсолютная высота истока — ок. 870 м, устья — 720 м.
Большой Улень имеет 4 притока: р. Чиспас (длина 9 км), руч. Быстрый (7,5 км), р. Самгаджак (6 км), ручей без названия (З км). Русло реки извилистое, выше впадения р. Чиспас разветвляется на рукава. Пойма частично заболочена. Река относится к горно-степному типу, водный режим соответствующий: весенне-летнее половодье, летне-осенняя и зимняя межень, летне-осенние дождевые паводки. Средний многолетний модуль стока составляет 4,3 л/(с×км²). Водные ресурсы используются в хозяйственно-бытовых целях.